# Ромска књижевност у Србији
Ромска књижевност у Србији почиње усменим стваралаштвом, а зачетницом ромске лирике сматра се Гина Рањичић, која је певала песме на српском, ромском и албанском језику по истраживању ромолога Хајнриха Влисоцког.

## Народна књижевност
Један од најпознатијих проучавалаца културе Рома био је српски етнолог Тихомир Ђорђевић, који је урадио докторску дисертацију "Цигани у Србији" и сакупио велики број ромских народних приповедака из Србије, Црне Горе и других делова Балкана. Објављене су као књига "Циганске народне приповетке" 1933. године. У овој књизи има највише прича Корано Рома из околине Алексинца и приче варирају од духовитих (како су Цигани изгубили своју цркву, јер су појели српску од сира, до хорор прича о младићима Циганима и побратимима вампирима).
Народна библиотека Његош из Књажевца издала је сликовнице са ромским бајкама у штампаном и дигиталном облику, у едицији "Мачке перу веш" названој по ромској бајци о девојчици Чочари коју зароби зли мачак са гомилом жена мачака које перу веш на извору.
Један од најзначајнијих сакупљача ромских бајки и народног стваралаштва, посебно са Косова и Метохије је Алија Краснићи.
Од новијих проучавалаца ромске културе значајан је ромолог и социолог Драган Тодоровић са Филозофског факултета у Нишу.

## Значајна дела о ромској култури у Србији
- Циганске народне приповетке - приредио Тихомир Ђорђевић (1933 прво издање, ново издање Порталибрис 2022)
- Ромска народна поезија - Трифун Димић (1986, Матица српска, Нови Сад)
- Поезија ромска - антологија ромске поезије у Југославији (1999, Савет смотре достигнућа Рома Србије, Ниш)
- Традицијска ромска књижевност у Војводини - Трифун Димић (2003, Нови Сад)
- Путевима судњим (књига) (из усмене ромске баштине) - Трифун Димић, Драгољуб Ацковић, 2008 (Градска библиотека Нови Сад)
- Историја ромске књижевности (књига) - Рајко Ђурић (2010, Књижевна општина Вршац)
- Бацила сам јабуку у пећ - ромске епско-лирске песме - Марија Александровић (2012, Завод за културу Војводине, Нови Сад)
- Писани световни духовни текстови о Ромима и на ромском - зборник, (2015, Роминтпрес, Београд)
- Цигани се враћају са неба - нотно текстуални записи ромских прича и песама - Властимир Станисављевић (2017, Париз)
- Пословице код Рома/Загонетке код Рома - Златомир Јовановић (2022, Удружење ромских књижевника)
- Зајде баџа ромско култно место/Тома Семафорџија - књиге социолога и ромолога, професора Драгана Тодоровића са Филозофског факултет Универзитета у Нишу

## Модерна књижевност Рома у Србији
Неки од најзначајних модерних књижевника су:
- Алија Краснићи[6]
- Трифун Димић[7]
- Предраг Јовичић
- Мети Камбери[8][9]
- Марија Александровић
- Драгољуб Ацковић
- Вера Куртић[10]
- Баја Саитовић-Лукин и др.